# テクノパワー〜知られざる建設技術の世界
『テクノパワー〜知られざる建設技術の世界』（テクノパワー しられざるけんちくぎじゅつのせかい）は、1993年にNHKスペシャル枠で放映されたドキュメンタリー番組。全5回シリーズ。

## 概要
社会資本、いわゆるインフラストラクチャーは人々の生活を便利で豊かにしてくれる重要な存在であり、その整備と発展は日々の暮らしに密接にかかわりを持っている。また産業革命以降、世界の土木工学の発展はめざましいものがあるが、技術そのものについてはこれまで広く紹介されることは少なかった。作品は土木学会、NHKエンタープライズ21およびNHKクリエイティブが共同製作し、最先端の建設技術と次世代への課題を伝えた。なお「テクノパワー」という言葉は、本作品のために番組が作った造語である。

## 内容
第1回　巨大水圧に挑む
1993年8月20日放送
ブラジルとパラグアイのイタイプダム、日本の宮ヶ瀬ダム、中国の三峡ダムを例に、その建設と保守にかかる技術を紹介する。また20世紀のピラミッド建設ともいわれる巨大事業であるエジプトのアスワンハイダムが周囲の自然環境へ及ぼした大きな影響と、自然環境へ配慮したドイツのライン川近自然河川工法を紹介する。
第2回　橋・より長く、より強く
1993年9月17日放送
近年、橋の長さは飛躍的に延び、支間長が2000メートル近い橋も登場している。番組では1890年の完成当時「鉄の恐竜」と呼ばれたイギリスのフォース鉄道橋や、1940年に完成してすぐ崩落したアメリカのタコマナローズ橋を例に長大橋の架橋の難しさを伝え、そして最先端の技術で当時建設中であった日本の明石海峡大橋で使われている技術と、長大橋の持つ課題を取り上げる。
第3回　人工島・沈下との闘い
1993年10月15日放送
放送翌年に開港を控えた関西国際空港を取り上げ、その人工島の建設にあたって克服した多くの課題とその技術を取材する。特に軟弱な海底を埋め立てられた人工島の抱える最大の課題である地盤沈下を制御する技術を中心に、その発展型として羽田空港の沖合展開事業もあわせて紹介する。
第4回　トンネル・地底を支える
1993年11月19日放送
イギリスとヨーロッパ大陸（フランス）を鉄道で結ぶ英仏海峡トンネルは日本の巨大シールドマシンを使って3年半で貫通した。対して日本の北越急行ほくほく線の鍋立山トンネルは強大な地圧により掘削開始から20年近く経ても未だ開通していない。東京湾アクアラインの建設現場、オーストリアで開発されたNATM工法などを紹介しつつ、トンネル先進国の現状も伝える。
第5回　巨大都市・再生への道
1993年12月24日放送
首都高速や下水道などを取り上げ、社会資本が比較的遅くに発達した日本においても既にその老朽化が目に見える形で現れてきている。世界の巨大都市は社会資本の建設と同時に、それを維持していくという課題も大きな負担になりつつある。ローマの古代都市の衰退を例に、未来へ遺すための新たなテクノパワーを紹介する。

## スタッフ他
- 音楽：千住明
- キャスター：松平定知アナウンサー
- 語り：森田美由紀アナウンサー
- 共同制作：NHKクリエイティブ

## 関連出版
- ビデオ（全5巻・廃盤）
本編開始前に各巻5分程度、松平アナウンサーによる解説・コメントが収録されている。
- レーザーディスク（廃盤）
- オリジナルサウンドトラック（メディア・レモラス MRCA-20024）　1993年9月17日発売（廃盤）
- 関連書籍 『巨大建設の世界  NHKスペシャル-テクノパワー』
NHKテクノパワープロジェクト著　日本放送出版協会出版
  1. 水圧と闘うダム・運河　ISBN 4-14-080109-3　（1993年8月）
  2. 長大橋への挑戦　ISBN 4-14-080110-7　（1993年9月）
  3. 海上空港・沈下との闘い　ISBN 4-14-080111-5　（1993年10月）
  4. 地底を拓く　ISBN 4-14-080112-3　（1993年11月）
  5. 大都市再生への条件　ISBN 4-14-080113-1　（1993年12月）